# La Llena (Lladurs)
La Llena és un poble i administrativament una de les set entitats de població del municipi de Lladurs (Solsonès). Està situada al vessant oriental de la Ribera Salada. Segons el Diccionari Alcover-Moll, probablement l'etimologia és d'origen preromà: *lena, ‘llosa’. No té cap nucli de poblament agrupat. Com sol ser freqüent en els pobles de la comarca, el nucli del poble es troba a la parròquia (Sant Serni de la Llena).

## Demografia
| Evolució demogràfica |            |            |            |                   |                   |                   |       |
| Any                  | Nucli urbà | Nucli urbà | Nucli urbà | Poblament dispers | Poblament dispers | Poblament dispers | Total |
| Any                  | Homes      | Dones      | Total      | Homes             | Dones             | Total             | Total |
| 2000                 | 0          | 0          | 0          | 14                | 13                | 27                | 27    |
| 2001                 | 0          | 0          | 0          | 14                | 16                | 30                | 30    |
| 2002                 | 0          | 0          | 0          | 11                | 12                | 23                | 23    |
| 2003                 | 0          | 0          | 0          | 12                | 12                | 24                | 24    |
| 2004                 | 0          | 0          | 0          | 11                | 14                | 25                | 25    |
| 2005                 | 0          | 0          | 0          | 11                | 13                | 24                | 24    |
| 2006                 | 0          | 0          | 0          | 9                 | 9                 | 18                | 18    |
| 2007                 | 0          | 0          | 0          | 10                | 9                 | 19                | 19    |
| 2008                 | 0          | 0          | 0          | 11                | 11                | 22                | 22    |
| Font: INE            |            |            |            |                   |                   |                   |       |